# Sušárna ovoce
Sušárna ovoce je zařízení nebo stavba určená ke konzervování ovoce sušením.

## Historie
Sušení ovoce bylo v minulosti nejdůležitější z mála konzervačních metod umožňujících uchování ovoce přes zimu a dosáhlo v Čechách a na Moravě značného rozšíření.
Oblasti s rozšířeným ovocnářstvím (v Českém středohoří, Podkrkonoší a na východní Moravě) se zhruba do poloviny 20. století používaly a budovaly sušárny ovoce jako drobné hospodářské stavby, která sloužily k sušení švestek, jablek či hrušek . Na Slovácku a Valašsku se používá výraz sušírna, ve východních Čechách suška.
Tradičně se sušárny stavěly v humnech - zahradách či sadech v dostatečné vzdálenosti od ostatních budov, avšak, s ohledem na lidskou práci náročné sušení ovoce, nedaleko obytných stavení.

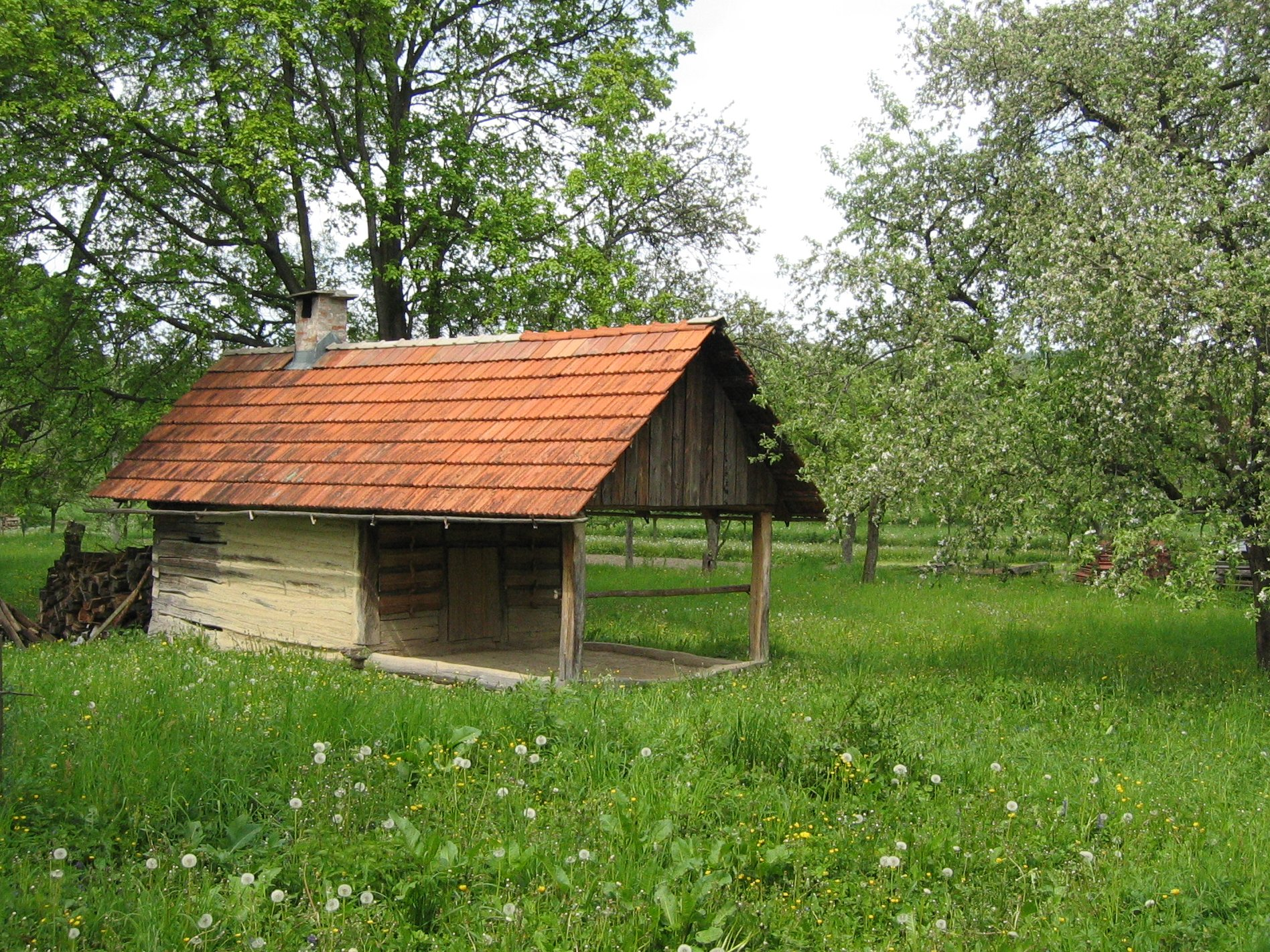
V opravené sušírně ovoce v Hostětíně se opětovně suší od roku 1998.

V posledním desetiletí bylo v Bílých Karpatech zrekonstruováno několik původních sušíren a též zbyly vybudovány nové, avšak s tradiční dispozicí.

### Morava
Nejstarším dokladem o sušárně ovoce na Moravě je zápis z Krevní knihy městečka Bojkovic o sušárně v Komni z r. 1651. Sušení ovoce na Moravě dospělo k největšímu rozkvětu v 2. polovině 19. století, přičemž si uchovalo domácký charakter. Jen ve vizovickém okrese bylo na počátku 20. století 1 150 selských sušáren ovoce. Sušené ovoce, zejména „trnky“, byly rozšířeným obchodním artiklem, které městští kupci odváželi do okolních moravských měst, ale též do Prešpurka, Vídně či Polska.
Příčinou útlumu sušení ovoce bylo ovládnutí trhu bosenskou švestkou, ke kterému došlo na konci 19. století. Přesto se na východní Moravě ovoce vydatně sušilo až do 50. let 20. století, kdy téměř definitivní zánik domácích sušáren způsobila kolektivizace.

### Současnost
Do dnešních dní se dochoval zlomek původního počtu sušáren, přičemž existující stavby jsou často opuštěné a chátrají.
Několik z nich bylo přeneseno jako ukázka lidového stavitelství do národopisných muzeí:
- roubená sušárna ovoce z počátku 19. století z Břístve v Polabském národopisném muzeu;
- sušárna ovoce ze Stříteže u Skutče v expozici Veselý Kopec v rámci Muzea v přírodě Vysočina;
- sušírny ovoce z Hřivínova Újezda[3], z Velkého Ořechova[4] a z Doubrav[5] v Muzeu vesnice jihovýchodní Moravy Strážnice;
- sušírna ovoce ze Seninky[6] ve Valašském muzeu v přírodě.
- zděná sušárna ovoce z 1. pol. 19. stol. v Souboru staveb lidové architektury Zubrnice. Archivováno 6. 9. 2019 na Wayback Machine.

Mezi historickými sušárnami je ojedinělou sušárna ovoce, postavená podle návrhu architekta Dušana Jurkoviče, ve Frenštátě pod Radhoštěm.
V seznamu nemovitých kulturních památek je zapsáno 13 sušáren ovoce (z toho 5 v Čechách a 8 na Moravě), přičemž některé z nich již neexistují.

## Typologie historických sušáren
Mezi sušárnami v jednotlivých oblastech se vyskytovaly určité rozdíly. Sušárny lze na základě dvou rozlišovacích znaků rozčlenit do několika typů:
Sušárny podle manipulace s lískami:
- stabilní líska trvale ležící na sušárně;
- malé přenosné lísky, které sušič zanáší do sušicí komory;
- větší lísky, které se do sušicí komory zasouvají.

Sušárny podle přítomnosti dýmu v sušicí komoře:
- dýmová forma – ovoce se suší teplem i dýmem z hořícího dříví (obdoba uzení);
- polodýmová forma – sušicí komoru vyhřívá teplý vzduch od topného tělesa a část horkého dýmu z topeniště;
- bezdýmová forma – ovoce schne v čistém, teplém prostředí, prostém dýmu.

Nejdokonalejším typem sušírny jsou bezdýmové sušírny s většími posuvnými lískami, které byly nejrozšířenější na jihovýchodní Moravě - v současné typologii sušáren jde o stabilní komorové konvekční sušárny. 

## Současné sušárny ovoce
Podobně jako dříve, i v současnosti se ovoce suší nejčastěji v teplovzdušných, konvekčních sušárnách.
S ohledem na velikost provozu se uplatňují:
- roštové či komorové sušárny (malé a střední provozy);

- kontinuální sušárny, používané při zpracování velkých objemů surovin.